# Joost Zwagerman

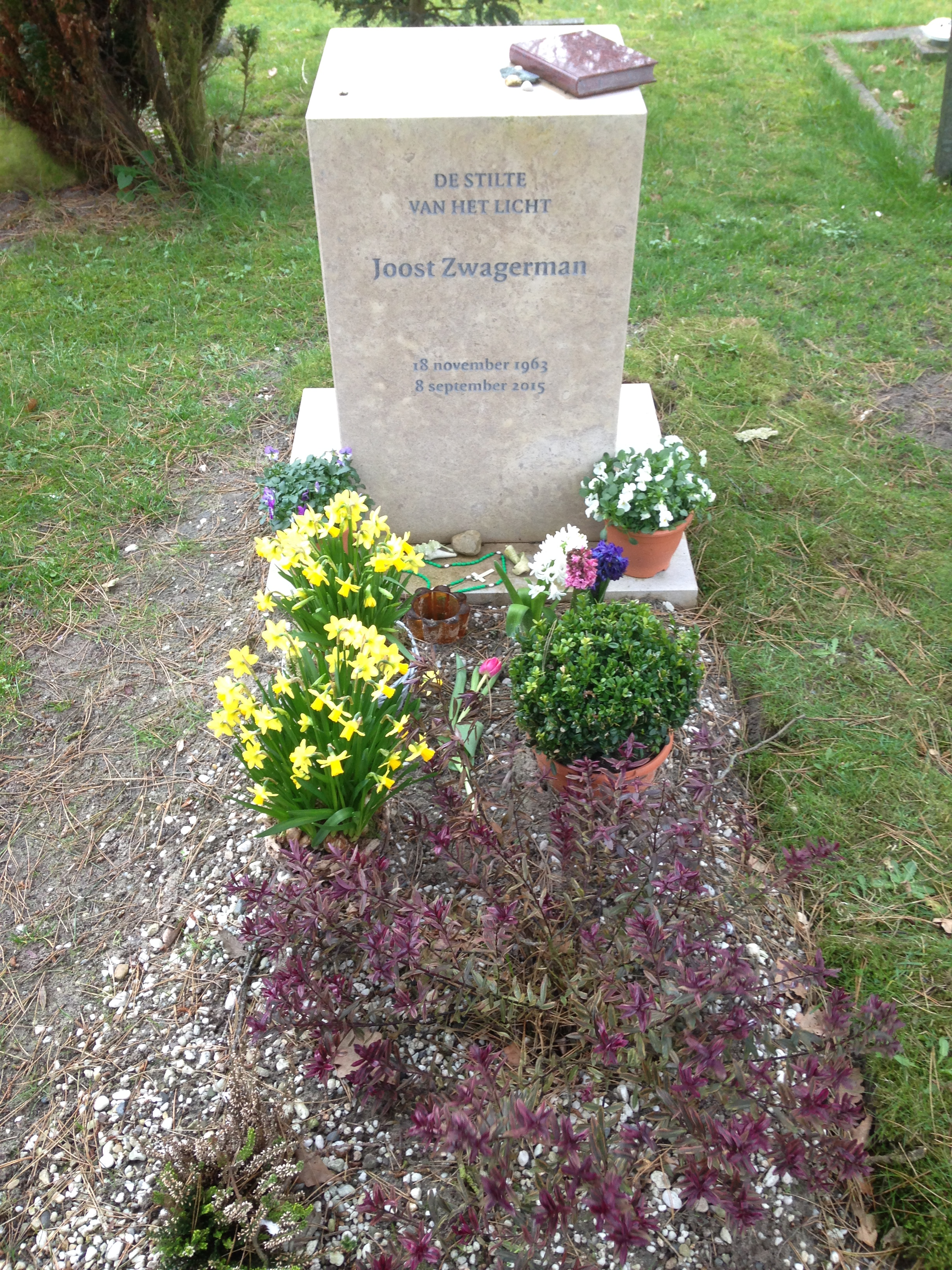
Het graf van Joost Zwagerman

Johannes Jacobus Willebrordus (Joost) Zwagerman (Alkmaar, 18 november 1963 – Haarlem, 8 september 2015) was een Nederlands schrijver van poëzie, romans, novellen, verhalen, essays en columns. Hij debuteerde in 1986 met de roman De houdgreep en brak in 1989 door met de roman Gimmick! over de Amsterdamse kunstscene in de jaren tachtig.

## Biografie
Zwagerman was het kind van ouders die in het onderwijs werkzaam waren. Als dertienjarige was hij al met teksten bezig en maakte hij een handgeschreven en geïllustreerd tijdschriftje, de Zwagergids. Dit stelde hij samen uit teksten en foto's die hij uit de VARAgids haalde en vervolgens naar zijn eigen ideeën bewerkte. 
Hij ging naar de Rijksscholengemeenschap Noord-Kennemerland in Alkmaar. Na afronding daarvan ging hij naar de Pedagogische Academie. Hij studeerde ook nog Nederlandse taal- en letterkunde, maar stopte daar voortijdig mee. In zijn studententijd schreef Zwagerman al diverse artikelen. Na zijn studie volgde hij een cursus creatief schrijven bij Oek de Jong. 
Joost Zwagerman trouwde met een jeugdvriendin met wie hij drie kinderen kreeg. Nadat zijn huwelijk eindigde in een scheiding, kreeg hij een nieuwe relatie. Zijn vriendin was op het moment van zijn dood zwanger van een zoon. Zwagerman woonde vanaf 1984 in Amsterdam en vanaf december 2012 in Haarlem.
Zwagerman leed aan een auto-immuunziekte, de ziekte van Bechterew, alsmede aan depressies. Op 8 september 2015 maakte zijn uitgeverij De Arbeiderspers bekend dat Zwagerman op 51-jarige leeftijd in zijn woonplaats Haarlem een eind aan zijn leven had gemaakt. Hij werd begraven nabij Lucebert op de algemene begraafplaats in Bergen.
In 2020 publiceerde zijn ex-vrouw Arielle Veerman het boek De langste adem, een memoir over hun leven samen, de scheiding en zijn dood.

## Werk

#### Romans
Zwagerman debuteerde in 1986 met de roman De houdgreep, die door Carel Peeters in Vrij Nederland werd bestempeld als 'het meestbelovende debuut sinds jaren'. Zijn doorbraak naar een breed publiek kwam met de roman Gimmick! (1989), die in 1996 voor het theater bewerkt werd door Theatergroep De Kwekerij. Het boek geeft een beeld van de trendy uitgaanscultuur en kunstenaarswereld van Amsterdam, waar hij in die tijd veel in verkeerde. In 1991 verscheen de roman Vals licht, die werd genomineerd voor de AKO Literatuurprijs en in 1993 werd verfilmd door Theo van Gogh. Ook De buitenvrouw (1994) bereikte de longlist van de AKO-prijs. De buitenvrouw beschrijft een liefde in multiculturele tijden. Nadien volgden de romans Chaos en Rumoer en Zes Sterren. In 2010 verscheen van Zwagerman de novelle Duel als Boekenweekgeschenk. Deze novelle bevatte zowel twee prologen als twee epilogen

#### Gedichten
Zwagerman was ook dichter. Zijn eerste dichtbundel Langs de doofpot verscheen in 1987. Zijn recentste bundel Roeshoofd hemelt uit 2005 werd in 2007 bekroond met de driejaarlijkse Paul Snoek Poëzieprijs van het stadsbestuur van Sint-Niklaas. Deze bundel beleefde vier herdrukken. Zijn laatste gedichtenbundel Voor alles verscheen in 2014, een jaar voor zijn dood. In deze bundel is een gelijknamig gedicht opgenomen. Het is een lange opsomming van alles waar Zwagerman bang voor was. Wende Snijders zette dit gedicht na zijn dood op muziek. Zij won met Voor alles de Annie M.G. Schmidtprijs 2017.

#### Essays
Zwagermans essaybundels Pornotheek Arcadië (2000) en Het vijfde seizoen (2003) bereikten de longlist van de Gouden Uil en de AKO Literatuurprijs. NRC Handelsblad typeerde Zwagerman als 'een van de best schrijvende essayisten van dit moment'. Ook Alles is gekleurd bereikte de longlist van de AKO Literatuurprijs. Alles is gekleurd werd een bestseller in het genre. Zwagermans essaybundel Transito (2006) bereikte in 2007 de shortlist van de AKO Literatuurprijs.

#### Columnist en presentator
Zwagerman was ook actief als columnist, van 1998 tot 2001 voor de Volkskrant en in 2001 en 2002 voor NRC Handelsblad. In 2003 en 2004 was hij presentator van het VPRO-televisieprogramma Zomergasten, waarin hij onder anderen Ayaan Hirsi Ali ontving, die in dat programma haar controversiële film Submission liet vertonen. Daarnaast maakte hij in 1998 met collega-schrijver Ronald Giphart een theatertournee, die in 2000 een reprise beleefde.

#### Schrijversestafette

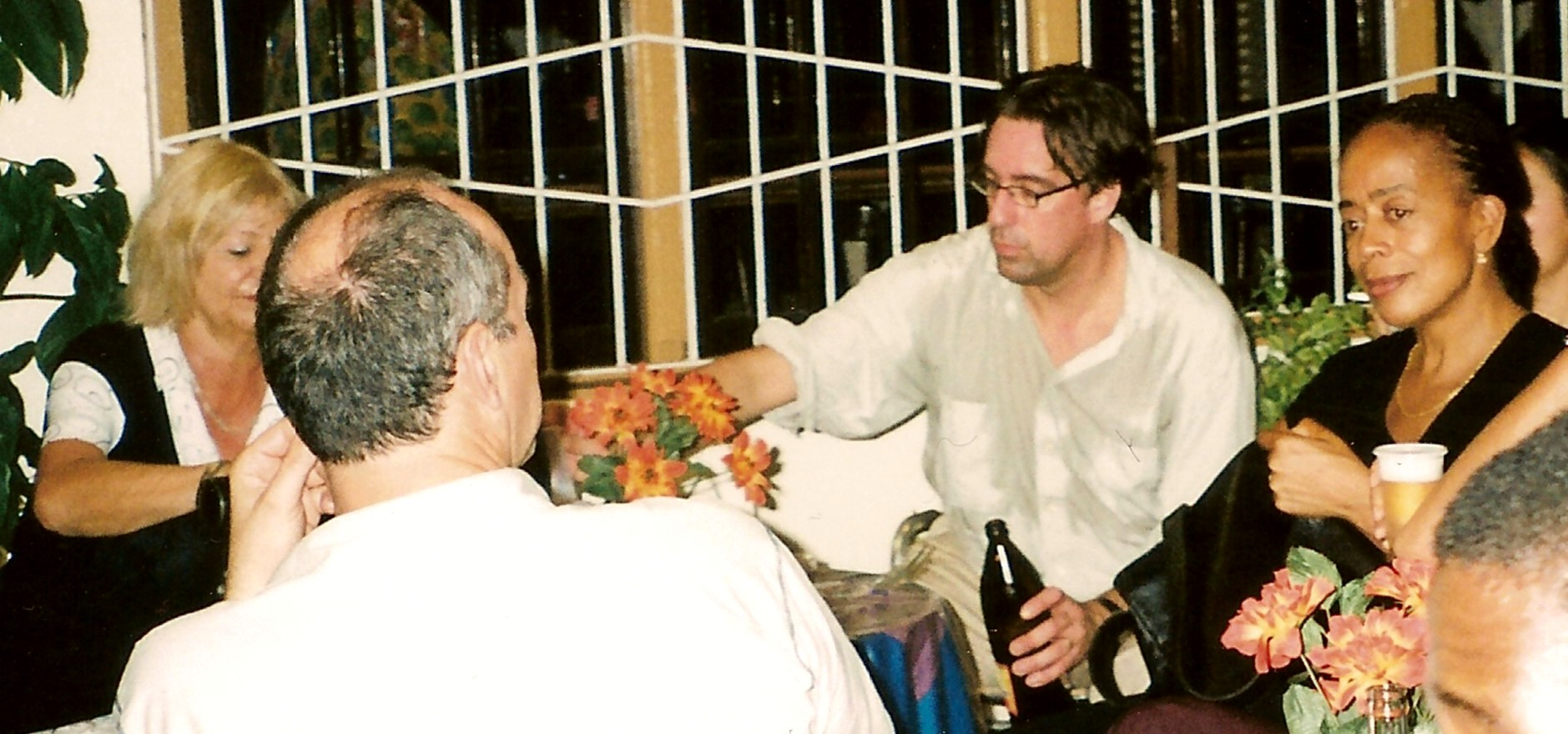
Joost Zwagerman (tweede van rechts) met collega-schrijvers Ellen Ombre en Michiel van Kempen (op de rug gezien) in 2002

In 2000 publiceerden negen toonaangevende oudere auteurs, onder wie Gerrit Komrij, Harry Mulisch, Adriaan van Dis en Marga Minco, een schrijversestafette getiteld 'De schrijver'. De negen schrijvers van de oudere generatie kozen Zwagerman als schrijver van de jongere generatie om het feuilleton af te ronden. De schrijversestafette resulteerde in het boek De Schrijver (De Bezige Bij, 2000).

#### Gastschrijver en bloemlezer
Zwagerman was in 1999 gastschrijver aan de Rijksuniversiteit Groningen en in 2003 gastschrijver aan de Universiteit Leiden. In 2005 stelde hij de bloemlezing De Nederlandse en Vlaamse literatuur vanaf 1880 tot nu samen. In 2006 verzorgde hij aan de Radboud Universiteit de Frans Kellendonklezing. Eerdere sprekers in deze lezingenreeks waren onder anderen Oek de Jong en Kees Fens.

#### Pamflettist
Zwagerman ontwikkelde zich de laatste jaren steeds meer tot een politiek geëngageerd columnist en pamflettist; zo publiceerde hij in 2007 het pamflet De schaamte voor links, waarin hij de ontwikkelingen sinds de jaren zestig bij links Nederland, maar bij de PvdA in het bijzonder, op de mestvaalt van de geschiedenis werpt en voorstelt terug te keren naar de oude sociaaldemocratische idealen van volksverheffing en sociale cohesie. Een fusie tussen PvdA en SP zou dan denkbaar worden. Dit pamflet trok binnen en buiten de PvdA de nodige aandacht.

#### Beeldende kunst
Sinds 2010 schreef hij in de Volkskrant een wekelijkse rubriek over beeldende kunst en literatuur, getiteld 'Zwagerman kijkt' ofwel 'Zwagerman leest'. Hij trad geregeld op in het televisieprogramma De Wereld Draait Door, waarin hij sedert 2011 maandelijks een item had waarin hij vertelde over kunst.

#### Gastcurator
In 2012 was Zwagerman gastcurator van het Museum of the Image (MOTI) in Breda en stelde hij de tentoonstelling Rollercoaster samen. In 2013 opende in Gemeentemuseum Den Haag de tentoonstelling De ruimte trilt een pennenstreek, met beelden van Pieter Bijwaard en Harald Vlugt en gedichten van Zwagerman zelf. De tentoonstelling stond in het teken van Zwagermans vijftigste verjaardag in november 2013. In 2014 maakte Zwagerman voor het Teylers Museum de tentoonstelling Zwagerman kiest, vernoemd naar 'Zwagerman kijkt' in de Volkskrant, zijn rubriek over beeldende kunst.

#### Laatste werk
In april 2015 werd bekend dat Zwagerman zou vertrekken bij uitgeverij De Arbeiderspers en de overstap zou maken naar uitgeverij Hollands Diep. Het eerste boek van de schrijver bij Hollands Diep zou naar verwachting in 2017 verschijnen. Op de dag van zijn overlijden in september 2015 kwam zijn non-fictietitel De stilte van het licht uit bij De Arbeiderspers.

## Succes en erkenning
Zwagermans werk verscheen in vertaling in twaalf landen, waaronder Duitsland, Frankrijk, Japan en Hongarije. In 2000 werd de Duitse vertaling van De buitenvrouw (Die Nebenfrau) genomineerd voor de Nordrhein-Westfalen Literaturpreis. Ook ontving Zwagerman voor Die Nebenfrau de Literaire Prijs van de stad München. 
Zwagerman behoort samen met auteurs als Connie Palmen en Arnon Grunberg tot de meest gelezen Nederlandse schrijvers van zijn generatie. Dat bleek eens te meer toen hij in het najaar van 2003 veertig jaar werd: zijn uitgeverij De Arbeiderspers maakte bij die gelegenheid bekend dat tot dan toe van zijn boeken in totaal meer dan 1,1 miljoen exemplaren waren verkocht, exclusief vertalingen. 
In januari 2008 werd hem de Gouden Ganzenveer toegekend, voor zijn uitzonderlijke bijdrage aan de Nederlandse geschreven cultuur. Eerdere laureaten waren onder meer Jan Tinbergen, Lou de Jong, Kees van Kooten en Jan Blokker.
In het tv-programma College Tour zei Harry Mulisch in 2010 dat als er een schrijver in Nederland genoemd moest worden die Mulisch' plaats na zijn dood enigszins zou kunnen innemen, dat het Joost Zwagerman zou zijn. (Enkele seconden later gaf Mulisch toch de voorkeur aan A.F.Th. van der Heijden.)

### Zwagerman als personage
Zwagerman treedt op als het personage Jeroen Jonkers in de roman De grachtengordel van Geerten Meijsing uit 1992. Arie Storm portretteerde hem als zijn studievriend in zijn roman Als een diadeem van dauw uit 2017, waar hij steeds als 'mijn vriend' wordt aangeduid.

## Joost Zwagerman Essayprijs
Na zijn overlijden is er een jaarlijkse prijs naar Zwagerman genoemd, de Joost Zwagerman Essayprijs, een initiatief van de Maatschappij der Nederlandse Letterkunde en de Van Bijleveltstichting. In 2024 werd deze prijs uitgereikt aan Het Net van Hephaistos van Jos Verbrugge.

## Literair archief
Als jongste schrijver ooit schonk Zwagerman zijn literaire archief in 2015 aan het Letterkundig Museum. Het archief bevat zowel papieren als digitale stukken. Het geeft een beeld van Zwagermans maatschappelijke betrokkenheid en weerspiegelt zijn grote belangstelling voor beeldende kunst, fotografie, film en popmuziek.

### Verhalend proza
- 1986 - De Houdgreep, roman
- 1987 - Kroondomein, verhalen
- 1989 - Gimmick!, roman
- 1991 - Vals licht, roman
- 1994 - De buitenvrouw, roman
- 1996 - Tomaatsj, novelle
- 1997 - Chaos en rumoer, roman
- 1998 - Het jongensmeisje, verhalen
- 2002 - Zes sterren, roman
- 2010 - Duel, Boekenweekgeschenk, novelle
- 2010 - Boekenweek CV, cadeau van de Openbare Bibliotheken, met prijsvraag

### Gedichten
- 1987 - Langs de doofpot, gedichten
- 1988 - De ziekte van jij, gedichten
- 1993 - De mooiste vrouw ter wereld, gedichten
- 2001 - Bekentenissen van de pseudomaan, gedichten
- 2005 - Roeshoofd hemelt, gedichten
- 2005 - Tot hier en zelfs verder. De vroege gedichten
- 2010 - Beeld verplaatst, gedichten bij kunstwerken van o.a. Erwin Olaf, Rineke Dijkstra, Marlene Dumas en Rob Scholte
- 2012 - De wereld is hier, een keuze uit de gedichten
- 2014 - Voor alles, gedichten
- 2016 - Wakend over God

### Non-fictie
- 1993 - Collega's van God, essays
- 1993 - De kus van Michael Jackson, jeugdboek
- 1996 - In het wild, essays en kritieken
- 2000 - Pornotheek Arcadië, essays
- 2001 - Walhalla, essays
- 2001 - Landschap met klein vuil, columns
- 2003 - Het wilde westen, columns
- 2003 - Het vijfde seizoen, essays
- 2004 - Tussen droom en daad in Dubbelstad: Alkmaar in feit en fictie
- 2005 - Door eigen hand, Zelfmoord en de nabestaanden, essays en interviews
- 2006 - Perfect Day en andere popverhalen
- 2006 - Transito, essays
- 2007 - De schaamte voor links, pamflet
- 2007 - Hollands welvaren
- 2009 - Hitler in de polder & Vrij van God, pamflet
- 2011 - Alles is gekleurd, Omzwervingen in de kunst
- 2012 - Kennis is geluk, Nieuwe omzwervingen in de kunst
- 2013 - Americana 1 & 2, Omzwervingen in de Amerikaanse cultuur
- 2015 - De stilte van het licht: Schoonheid en onbehagen in de kunst

### Door Zwagerman samengestelde bloemlezingen
- 2005 - De Nederlandse en Vlaamse literatuur vanaf 1880 in 250 verhalen
- 2006 - De Nederlandse en Vlaamse literatuur vanaf 1880 in 60 lange verhalen
- 2007 - De ontdekking van de literatuur. The Paris Review Interviews
- 2008 - De Nederlandse en Vlaamse literatuur vanaf 1880 in 200 essays
- 2009 - Het volmaakte kleine stukje, een keuze uit het werk van Kees Fens
- 2016 - The Penguin Book of Dutch Short Stories

## Secundaire literatuur
- 2003 - Standplaats Zwagerman (door Elik Lettinga)
- Jaap Goedegebuure: 'Levensbericht Johannes Jacobus Willebrordus Zwagerman'. In: Jaarboek van de Maatschappij der Nederlandse Letterkunde te Leiden , 2015-2016, pag. 153-160
- 2018 - Leven in een doodgeboren droom. De wereld van Joost Zwagerman (door Rémon van Gemeren)
- 2020 - Arielle Veerman, De langste adem (uitgeverij Prometheus), (auto)biografie, over haar leven met Joost Zwagerman voor en na hun scheiding